# Homilétique

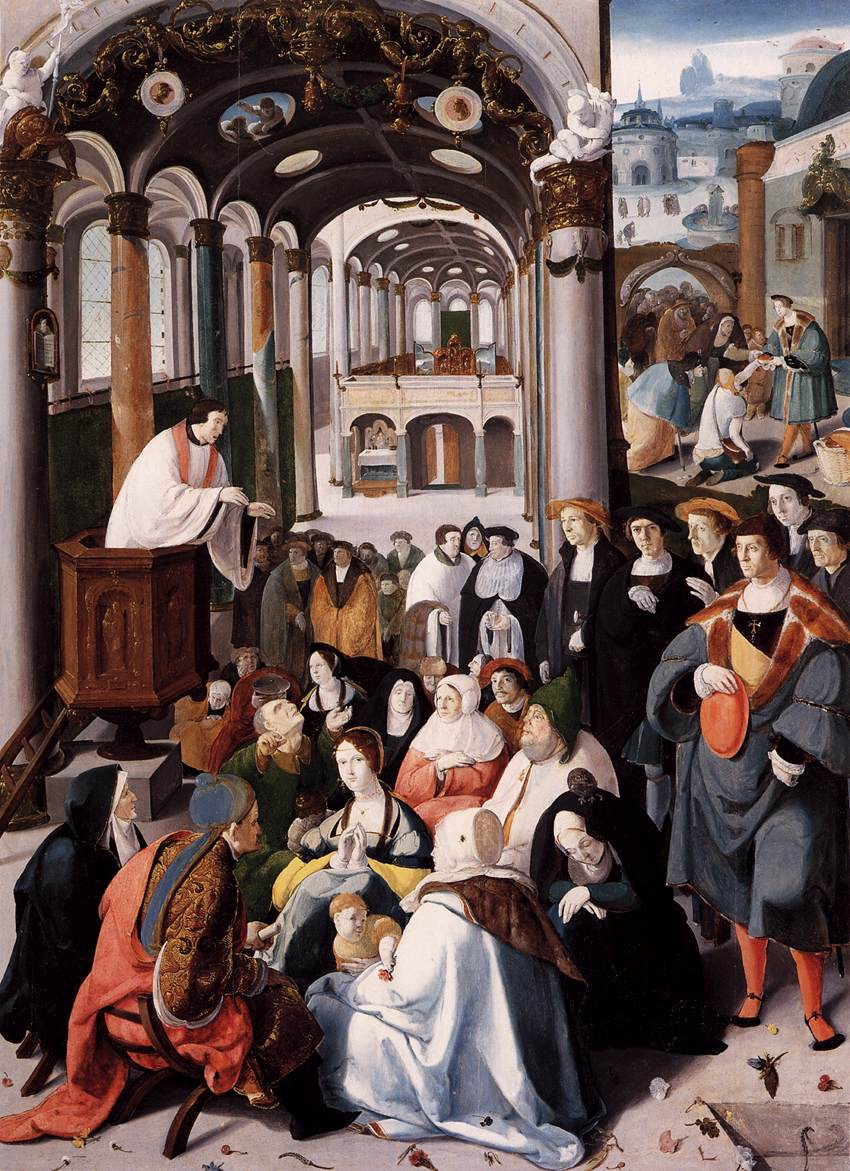
La Vocation de saint Antoine, par Aartgens, v. 1530, Rijksmuseum. Antoine de Padoue, futur prêcheur franciscain, trouve sa vocation en écoutant le sermon d'un prédicateur. Derrière ce dernier, sur une colonne, un petit tableau représente Moïse tenant les Tables de la Loi.

L'homilétique, du grec ancien ὁμιλητική τέχνη, homiletikḗ téchnē (« art de convaincre une foule », de ὁμιλος, homilos, « attroupement »), est l'application des méthodes de la rhétorique au domaine religieux. Elle concerne l'art de l'éloquence des prédicateurs s'adressant à une assemblée. Dans l'histoire du christianisme, ses origines remontent d'abord au judaïsme post-exilique, puis au Nouveau Testament et enfin, dans l'élaboration de ses règles, à Augustin.

## Présentation
L'homilétique aborde l'homélie en tant que processus de communication en appliquant les méthodes de la rhétorique classique. Elle analyse en termes scientifiques les règles à observer pour qu'un sermon soit aussi satisfaisant que possible, dans la forme comme dans le fond. En ce sens, elle se fonde sur les trois grands critères de l'art oratoire : l'invention ou heurésis (la définition du message à transmettre et des arguments pour l'étayer), la composition (la mise en forme du contenu) et la mémorisation (la fixation dans la mémoire des auditeurs). Sa principale particularité, par rapport à la rhétorique traditionnelle, est sa relation avec le texte biblique. Celle-ci varie en fonction des époques mais aussi des cultures.
L'homilétique relève à la fois de la théologie pratique et de la théologie pastorale. Cette double orientation est liée au fait que, historiquement, sa mise en œuvre a précédé sa théorisation.

## Origines

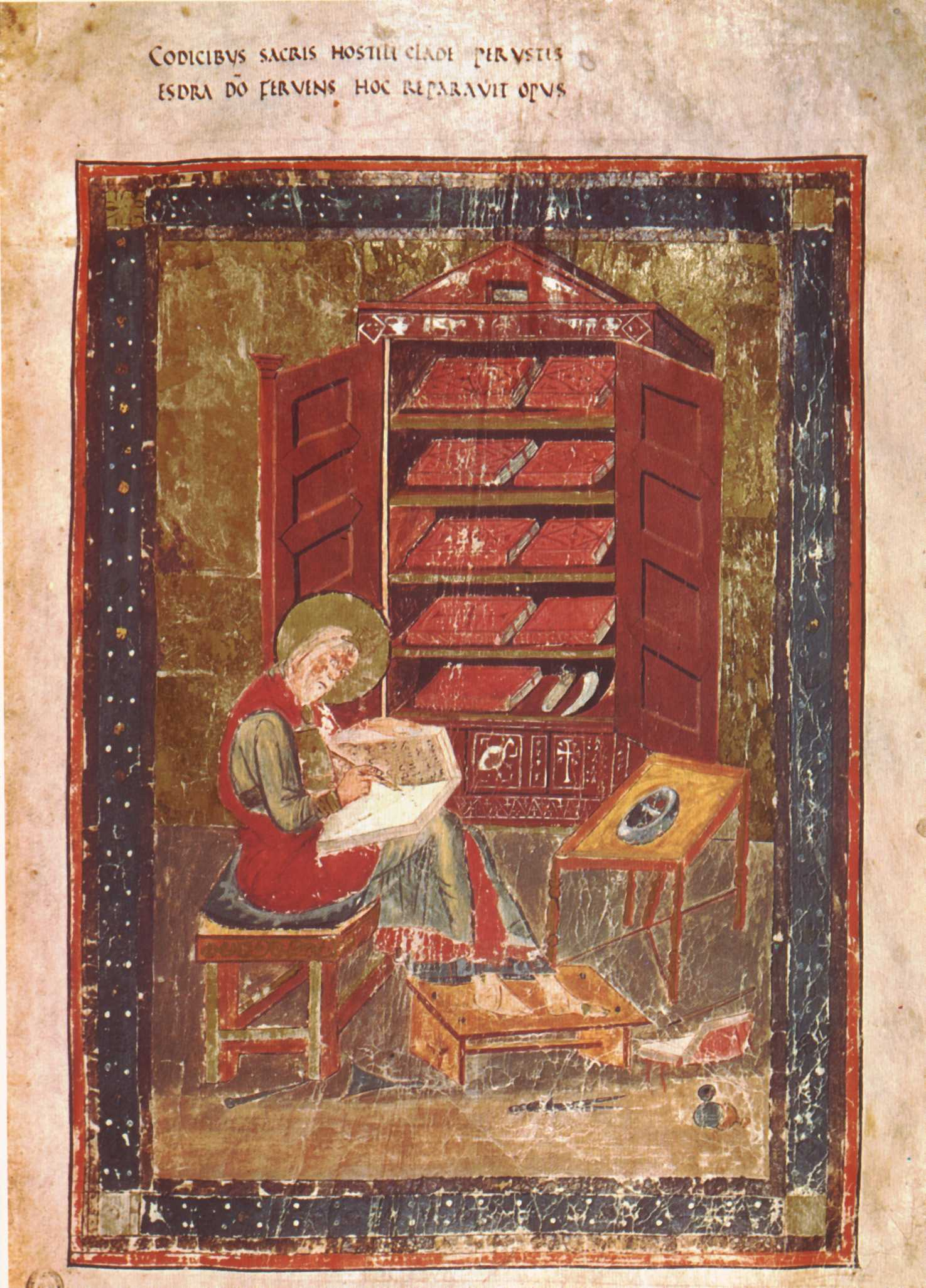
Esdras, illustration du Codex Amiatinus.

Dans le judaïsme, la coutume de lire et d'expliquer une partie de la Torah à l'assemblée n'est attestée nulle part avant l'exil à Babylone ; elle remonte très probablement à Esdras, au Ve siècle avant Jésus-Christ. La prédication dans la synagogue, ou derashah (דרשה, du verbe  דָּרַשׁ), semble en tout cas une institution déjà bien établie au siècle suivant. Les deux chefs du Sanhédrin au Ier siècle av. J.-C., Shmaya et Abtalion, portent le titre de darshanim (« prédicateurs »). Après la destruction du Temple en 70, le judaïsme rabbinique se recentre plus encore sur la prière, l'enseignement et le sermon, notamment pour réconforter la communauté face aux épreuves ; ainsi, Rabbi Meïr deviendra un grand nom de l'art homilétique au IIe siècle.
De nombreux passages du Nouveau Testament témoignent que l'homélie synagogale s'est déjà généralisée dans la liturgie juive au temps de Jésus de Nazareth, par exemple en Mc 1:21, 6:2 ; Mt 4:23 ; Lc 4:15, 6:6, 13:10 ; Jn 6:59, 18:20 ; et Ac 13:42, 15:21, à tel point qu'elle marque de son influence les sermons de Jésus lui-même. Maurice Sachot observe en particulier que la derashah, située vers le milieu de l'office jusqu'aux dernières années du Ier siècle av. J.-C., se voit en quelque sorte « déplacée » vers la fin du service dans les synagogues galiléennes de cette époque : ce changement, qui autorise de plus longs développements, joue peut-être un rôle dans les prises de parole de Jésus.
Dans le christianisme primitif, la prédication s'exerce sous la seule responsabilité des évêques : les prêtres ne peuvent prêcher que sous leur contrôle. Augustin d'Hippone et Jean Chrysostome eux-mêmes ne sont habilités à prononcer une homélie que sous l'autorité de leurs évêques respectifs.

## De l'homélie à l'homilétique

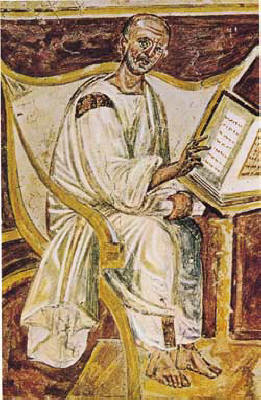
Augustin d'Hippone, fresque du VIe siècle, basilique Saint-Jean-de-Latran.

Dans le domaine de l'homélie, des directives apparaissent déjà chez les Pères de l'Église, à commencer par Augustin d'Hippone dans le quatrième livre de son De doctrina christiana. Les préceptes augustiniens en la matière font figure de texte fondateur de la discipline homilétique. Le De doctrina christiana distingue trois niveaux stylistiques dans la composition d'un sermon : le genus tenue/docere (« registre simple/enseigner »), le genus medium/delectare (« registre médian/plaire ») et le genus grande/flectere (« registre élevé/persuader »). Cette classification s'inscrit dans la lignée de Cicéron et de son Orator ad Brutum 1:3. 
Toutefois, si Augustin ne s'écarte pas des principes classiques qu'il a hérités du platonisme quant à la structure du discours, il les infléchit dans une perspective d'évangélisation. Pour lui, le rôle du prédicateur ne se limite pas au maniement de l'éloquence en tant que telle : au contraire, le prédicateur se doit d'être fidèle à la quintessence de la morale chrétienne, à savoir aimer Dieu et son prochain. En d'autres termes, l'homilétique augustinienne place Dieu au centre de l'art et de la vie du prédicateur. 
Il n'existe pas de procédure uniforme au Moyen Âge. L'homélie est prononcée indifféremment avant ou après la messe, parfois entre deux services religieux. Néanmoins, son contenu attire de plus en plus l'attention des théologiens. Sous l'influence de l'abbé bénédictin Guibert de Nogent et du moine augustin Hugues de Saint-Victor au début du XIIe siècle, le Moyen Âge voit fleurir des manuels de prédication, nommés artes prædicandi, avec des homilètes comme le cistercien français Alain de Lille, auteur de la Summa de arte prædicatoria,. Ce nouveau genre littéraire, prisé des scolastiques, est illustré au XIIIe siècle par Thomas de Chobham (en) avec sa Summa de arte prædicandi et au XIVe siècle par l'Ars praedicandi populo (« L'art de prêcher au peuple ») du franciscain catalan Francesc Eiximenis. Pendant ce temps, en effet, les moines des ordres mendiants, dominicains ou franciscains, parcourent l'Europe en prêchant dans les églises comme dans les rues. Leurs sermons ne sont pas obligatoirement liés à la liturgie du jour. 
Un livre d'Albert le Grand intitulé De arte prædicandi et mentionné par Jean Trithème est désormais perdu. La Somme théologique de Thomas d'Aquin met l'accent sur l'importance du sermon, mais le traité De arte et vero modo prædicandi qui a pu lui être attribué n'est pas son œuvre : il s'agit d'une compilation de ses principes en matière d'homélie, effectuée par un disciple. Dans son Manuale Curatorum (1508), le Bâlois Johann Ulrich Surgant insiste sur la nécessité de recourir à l'Écriture comme fondement de la prédication, de même que Hieronymus Dungersheim (en) dans son De modo discendi et docendi ad populum sacra seu de modo prædicandi (1513),.
L'homilétique ne devient cependant une forme de savoir systématique que dans la seconde moitié du XVIe siècle. Le premier ouvrage d'Andreas Hyperius, De formandis concionibus sacris (De la manière de formuler le discours sacré), publié en 1553, est le premier traité d'homilétique protestante. Il est traduit en français (Genève, 1565) et en anglais (1577). Bonhoeffer en a souligné l'importance.

## Enjeux
Le développement de l'exégèse historico-critique, depuis le XIXe siècle, soulève la question du contenu de la prédication et de l'équilibre à trouver entre l'herméneutique traditionnelle et l'approche historique.